# Comahuesuchus
Comahuesuchus brachybuccalis
Genre
Espèce
Comahuesuchus est un genre fossile de crocodyliformes, un clade qui comprend les crocodiliens modernes et leurs plus proches parents fossiles. Il est rattaché au sous-ordre des Notosuchia (ou notosuchiens en français) en 1971,,.
Une seule espèce est rattachée au genre : Comahuesuchus brachybuccalis décrite par le célèbre paléontologue argentin José Bonaparte en 1991.

## Découverte et datation

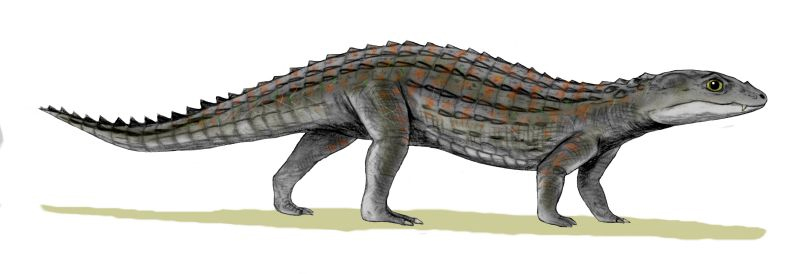
Vue d'artiste de
Comahuesuchus brachybuccalis.

Comahuesuchus a été découvert dans l'ouest de l'Argentine dans la province de Neuquén. Elle a été trouvée dans la formation géologique de Bajo de la Carpa, datée du Crétacé supérieur, dans un niveau d'âge Santonien, soit il y a environ 85 Ma (millions d'années).

## Classification
En 1991, Bonaparte a créé la famille des Comahuesuchidae pour y placer le genre qu'il venait de créer.
En 2003, Paul Sereno et ses collègues y ajoutent le genre nigérien Anatosuchus, qui est retiré de la famille dès 2008 à la suite d'une nouvelle étude de Fiorelli et ses collègues.
Bronzati et ses collègues en 2012 placent Comahuesuchus parmi les Notosuchia entre les genres Notosuchus et Mariliasuchus. Diego Pol et ses collègues en 2014 le positionnent également parmi les notosuchiens, mais dans une position basale au sein des Ziphosuchia, un clade de Notosuchia, où il se trouve isolé, en groupe frère du clade des Sebecosuchia.